# Stade Charles de Gaulle
Stade Charles de Gaulle er et stadion i Porto-Novo i Benin. Det bruges for det meste som fodboldstadion, eftersom det er hjemmebane for AS Dragons FC de l'Ouémé. Det bruges også som atletikstadion. Det har en kapacitet på 15.000. 
I 2012 blev Afrikamesterskabet i atletik afholdt på Stade Charles de Gaulle.